# اللاطائفية
اللاطائفية، في معناها الأعم، هي انعدام الطائفية. ويستخدم هذا المصطلح أيضًا بمزيد من التحديد لوصف مؤسسات تعليمية علمانية خاصة أو منظمات أخرى غير منتسبة أو غير مقتصرة على جماعة دينية معينة.

## النطاق الأكاديمي
تشمل أمثلة الجامعات الخاصة التي تصنف نفسها على أنها لاطائفية كلية بيريا، جامعة بوسطن، جامعة براندايس، كلية كولومبيا في ميزوري جامعة كورنيل، جامعة دينيسون، جامعة فيرلي ديكنسون، كلية فرانكلين ومارشال، جامعة جورج واشنطن، جامعة هاواي باسيفيك، كلية هيلزديل، جامعة هوفسترا، جامعة هوارد، جامعة وانسي غاكوين، جامعة لونغ آيلند، الجامعة الوطنية، جامعة نيويورك، جامعة نورث وسترن، جامعة أوهايو وسلين، جامعة كوينيبياك في ولاية كونيتيكت، كلية ريد في ولاية أوريغون، كلية ويتمان في واشنطن، جامعة رايس، جامعة ريتشموند، جامعة سيراكيوز، جامعة تولين، جامعة شيكاغو، جامعة جنوب كاليفورنيا، جامعة تينيسي، جامعة واشنطن في سانت لويس، وجامعة وودبري في ولاية كاليفورنيا.
تشمل المدارس الابتدائية والثانوية الخاصة التي تصف نفسها أيضًا بأنها غير طائفية مدرسة ألندال كولومبيا في روتشستر، نيويورك، مدرسة بايلور في تشاتانوجا، تينيسي، مدرسة كولومبيا الإعدادية للنحو في نيويورك وأكاديمية جيرمانتاون في فورت واشنطن، ولاية بنسلفانيا (أقدم مدرسة غير طائفية في الولايات المتحدة)، مدرسة الأصدقاء في موليكا هيل بولاية نيو جيرسي، مدرسة باين كريست في فورت لاودردال بولاية فلوريدا، مدرسة بمبروك هيل، فضلاً عن أكاديمية نوتر كريستي للفلبين.
بي لامبدا فاي (ΠΛΦ أو بي لام) هي رابطة رجالية اجتماعية جامعية أسسها فريدريك مانفريد فيرنر، ولويس سماتر ليفي، وهنري مارك فيشر في جامعة ييل عام 1895. وقد تأسست كأول رابطة رجالية لاطائفية، «رابطة كل رجالها أخوة بغض النظر عن دينهم؛ الرابطة التي يعترف فيها بأن القدرة والانفتاح وبعد النظر والسلوك التقدمي والمتطلع هي السمات الأساسية». وتضم حاليًا 35 فصلاً وأربع مستعمرات في الولايات المتحدة وفصلاً واحداً في كندا. وقد أسست الرابطة مؤسسة بي لامبدا فاي التعليمية للرجال.
كان أول نادٍ نسائي لاطائفي هو نادي فاي سيجما سيجما. يعرف نادي فاي سيجما سيجما في العامية باسم «فاي سيج»، وكان أول نادٍ نسائي جامعي غير طائفي، يرحب بالنساء من جميع الأديان والخلفيات. وقد أسسه عشر نساء في 26 نوفمبر 1913 في كلية هانتر بنيويورك، وهو الآن نادٍ نسائي دولي بدأ بـ 60000 عضو، وبه 115 فصلاً جامعيًا، وأكثر من 100 فصل للخريجات، وأندية وجمعيات في جميع أنحاء والولايات المتحدة وكندا.
كان نادي دلتا فاي إبسيلون النسائي، المؤسس في 1917، هو أول نادٍ نسائي لاطائفي تم تأسيسه في مدرسة مهنية.

## المؤسسات غير الأكاديمية
تشمل المنظمات اللاطائفية صراحة أندية أبكس بأستراليا، وتلك المنظمات التي تشارك في حركة الثقافة الأخلاقية، وحركة هاري كريشنا، ومركز البحوث الطبية الوطنية اليهودية، ومركز البوذية التبتية في فيلادلفيا. في أيرلندا الشمالية، تشير اللاطائفية إلى مجموعات تصف نفسها بأنها ليست قومية/جمهورية أو اتحادية/موالية، مثل حزب التحالف لأيرلندا الشمالية.

## أخرى
من المعروف أن بعض المقابر لاطائفية. في الولايات المتحدة، هي عادة مقابر مسيحية لا تلتزم بفرع واحد من المذاهب. ولذلك يمكن أن تجرى خدمات الدفن وفقًا لأي واحد من مختلف التقاليد الدينية، أو بدون شيء على الإطلاق.